# Wilhelm Frick
Wilhelm Frick (Alsenz, 12 de març de 1877 – Nuremberg, 16 d'octubre de 1946) va ser un destacat membre del Partit Nazi. Va participar en el fallit cop d'estat del Putsch de Múnic, el 8 de novembre de 1923.
Va ser ministre d'Educació de Turíngia des de 1930 i ministre de l'Interior del Govern alemany entre el 1933 i 1943, càrrec que va perdre en favor de Heinrich Himmler, que ja l'havia substituït com a cap de la policia el 1936. En el seu mandat al front del Ministeri de l'Interior es van formular les lleis que van bastir el règim, com el Decret de l'Incendi del Reichstag (1933), que va anul·lar els drets civils i va permetre la supressió dels partits polítics (a excepció del NSDAP), o la Llei de Capacitació (1933), que permetia al Govern l'aprovació de lleis sense la participació del Parlament.
Un cop Himmler el va substituir com a ministre de l'Interior, va esdevenir el càrrec cerimonial de protector de Bohèmia i Moràvia. Fou condemnat a mort en els Judicis de Nuremberg.